# Celestin Brenner River
Der Celestin Brenner River ist ein Zufluss des Aouya Rivers in Dominica. Er entspringt südwestlich von Pennville und fließt nach Osten, vorbei an L’Autre Bord (Lower Pennville) im Parish Saint Andrew und mündet nach steilem Abstieg in den Aouya River, kurz bevor dieser selbst in den Atlantik mündet. Der Fluss ist nur ca. 2,4 km lang. Nördlich schließt sich das Einzugsgebiet des Demitrie River an sowie des kurzen L’Autre Bord Rivers.
Etwa 500 m westlich der Straße zwischen Vieille Case und Penville bildet der Fluss die Bwa Nef Falls (⊙). Von Bellevue Estate, westlich von Pennville, erhält er noch von links und Norden einen kleinen Zufluss.